# 蒙曼 (滨海塞纳省)
蒙曼（法語：Montmain，法語發音：[mɔ̃mɛ̃]）是法国滨海塞纳省的一个市镇，属于鲁昂区。

## 地理
蒙曼（49°24'33"N, 1°14'17"E）面积6.04 平方千米，位于法国诺曼底大区滨海塞纳省，该省份为法国北部沿海省份，其西部及北部濒大西洋英吉利海峡，东起顺时针与索姆省、瓦兹省、厄尔省和卡爾瓦多斯省接壤。
与蒙曼接壤的市镇（或旧市镇、城区）包括：博斯、弗雷讷勒普朗、弗朗克维尔-圣皮埃尔、圣欧班-埃皮奈。

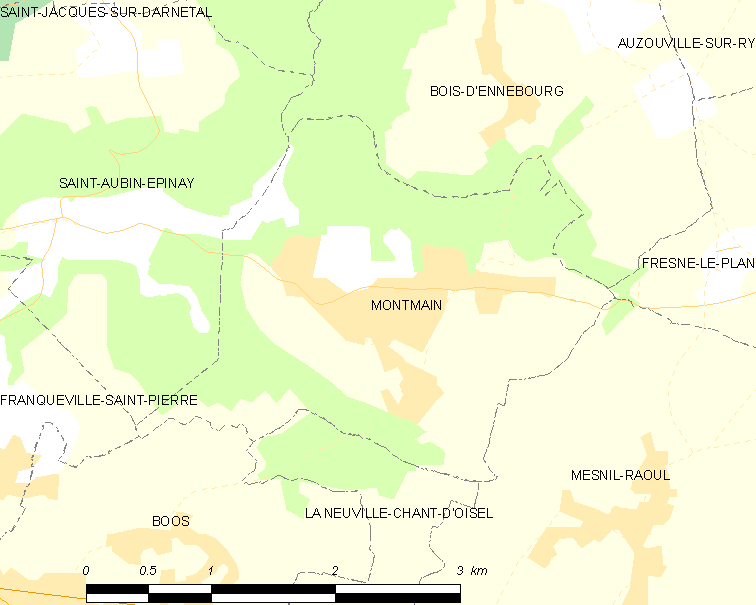
的OSM定位图

蒙曼的时区为UTC+01:00、UTC+02:00（夏令时）。

## 行政
蒙曼的邮政编码为76520，INSEE市镇编码为76448。

## 政治
蒙曼所属的省级选区为勒梅尼勒埃纳尔县。

## 人口

1962-2008年间人口变化图示

蒙曼于2022年1月1日时的人口数量为1499人。